# Divize D 1966/1967
V soubojích 2. ročníku Moravskoslezské divize D 1966/67 (jedna ze skupin 3. fotbalové ligy) se utkalo 14 týmů každý s každým dvoukolovým systémem podzim–jaro. Tento ročník začal v srpnu 1966 a skončil v červnu 1967.

## Nové týmy v sezoně 1966/67
- Ze II. ligy – sk. B 1965/66 sestoupila do Divize D mužstva TJ Spartak Hradišťan Uherské Hradiště, TJ Jiskra Otrokovice a TJ Baník OKD Ostrava „B“.
- Z Jihomoravského oblastního přeboru 1965/66 postoupilo vítězné mužstvo TJ OP Prostějov.[1]
- Ze Severomoravského oblastního přeboru 1965/66 postoupilo vítězné mužstvo TJ Slezan Frýdek-Místek.

## Konečná tabulka
Zdroj: 
| Poř. | Tým                                       | Z  | V  | R | P  | VG | OG | B  |
| ---- | ----------------------------------------- | -- | -- | - | -- | -- | -- | -- |
| 1.   | TJ Baník OKD Ostrava „B“ (S)              | 26 | 17 | 5 | 4  | 68 | 23 | 39 |
| 2.   | TJ Slezan Frýdek-Místek (N)               | 26 | 15 | 4 | 7  | 49 | 31 | 34 |
| 3.   | TJ Železárny Prostějov                    | 26 | 14 | 5 | 7  | 41 | 23 | 33 |
| 4.   | TJ ZKL Brno                               | 26 | 15 | 3 | 8  | 51 | 33 | 33 |
| 5.   | TJ Sigma MŽ Olomouc                       | 26 | 13 | 5 | 8  | 52 | 41 | 31 |
| 6.   | ŽD Bohumín                                | 26 | 10 | 8 | 8  | 35 | 34 | 28 |
| 7.   | TJ Spartak Hradišťan Uherské Hradiště (S) | 26 | 9  | 8 | 9  | 36 | 29 | 26 |
| 8.   | TJ Jiskra Otrokovice (S)                  | 26 | 10 | 5 | 11 | 38 | 37 | 25 |
| 9.   | TJ KPS Brno                               | 26 | 10 | 5 | 11 | 38 | 50 | 25 |
| 10.  | TJ OP Prostějov (N)                       | 26 | 8  | 6 | 12 | 28 | 46 | 22 |
| 11.  | VTJ Dukla Olomouc                         | 26 | 7  | 7 | 12 | 38 | 51 | 21 |
| 12.  | TJ Fatra Napajedla                        | 26 | 7  | 6 | 13 | 22 | 39 | 20 |
| 13.  | RH Znojmo                                 | 26 | 7  | 4 | 15 | 39 | 52 | 18 |
| 14.  | TJ Gottwaldov Letná („B“)                 | 26 | 2  | 5 | 19 | 27 | 73 | 9  |

Poznámky:
- Z = Odehrané zápasy; V = Vítězství; R = Remízy; P = Prohry; VG = Vstřelené góly; OG = Obdržené góly; B = Body; (S) = Mužstvo sestoupivší z vyšší soutěže; (N) = Mužstvo postoupivší z nižší soutěže (nováček)

|  | Postup do II. ligy – sk. B 1967/68                  |
|  | Sestup do Jihomoravského oblastního přeboru 1967/68 |